# Gösta Adrian-Nilsson
Gösta Adrian-Nilsson, noto semplicemente come GAN (Lund, 2 aprile 1884 – Stoccolma, 29 marzo 1965) è stato un pittore svedese.
Pioniere dell'arte moderna in Svezia, il suo stile abbracciava elementi del cubismo, del futurismo, dell'espressionismo, del surrealismo, dell'astrattismo e del romanticismo. Le sue tele erano spesso incentrate su uomini della classe proletaria, come marinai e operai, spesso dipinti in chiava omoerotica.

## Biografia
Gösta Adrian-Nilsson nacque a Lund nel 1884, figlio di Anna e Nils Andrian-Nillson. Dopo i primi studi alla Katedralskolan, si trasferì a Malmö per lavorare come farmacista, ma decise presto di andare a Stoccolma e studiare arte. Dopo il diploma nel 1905, lavorò come designer per un mobilificio e poi fece il servizio militare. Nel 1907 presentò le sue prime opera a una mostra all'Università di Lund: le sue prime tele mostravano interesse per l'art nouveau e per la cultura omosessuale, come dimostrato dai numerosi ritratti di Oscar Wilde. 
Nel 1908, mentre faceva battuage a lund, cononbbe Karl Edvard Holmström, di otto anni più giovane; i due sarebbero stati legati sentimentalmente per i nove anni successi e Adrian-Nilsson era solito chiamare il compagno Ilja, come il protagonista de I tre di Maksim Gor'kij. Nel 1910 i due si trasferirono in Danimarca con il biologo Bengt Lidforss e, a Copenaghen, Adrian-Nilsson studiò alla scuola di Kristian Zahrtmann e si interessò all'arte postimpressionista. Nel 1913 si trasferì a Berlino, dove Lidforss lo introdusse ai circoli d'avanguardia della capitale tedesca; l'artista era giunto in Germania con il compagno, che però dovette tornare in patria per il servizio militare. A Berlino si inserì nei circoli di Der Sturm dell'Halmstadgruppen, grazie ai quali il suo stile divenne più astratto, influenzato dall'opera di Vasilij Vasil'evič Kandinskij e Franz Marc. Nel 1914 tornò precipitosamente in Svezia dopo la morte di Holmström, causata da una polmonite, e l'anno dopo le sue opere furono esposte in una mostra sull'espressionismo svedese nella galleria Der Sturm.
In Svezia si affermò come il primo artista astratto nella storia del Paese, pur continuando a dipingere anche tele a tinte omoerotiche. Nel 1917 conobbe il giovane Edvin Andersson, della Svenska marinen, con cui intraprese una relazione e a cui dedicò la mostra Sjömanskompositioner; dopo la fine della prima guerra mondiale, Andersson cambiò il proprio cognome in "Ganborg", omaggio allo pseudonimo del pittore. Nel 1920 GAN si trasferì a Parigi, dove si interessò al dadaismo e divenne amico di Fernand Léger, Wiwen Nillson e Alexander Archipenko. Durante gli anni venti la sua arte divenne più stilizzata e geometrica. Nel 1925 tornò a Lund e, dopo un'ultima visita a Berlino nel 1930, si trasferì definitivamente a Stoccolma: la sua arte divenne più surreale e collaborò come costumista per l'Opera reale svedese. Dal 1940 visse praticamente isolato dal mondo, indispettito per lo scarso apprezzamento riservatogli dalla critica svedese. Le sue opere sono esposte al Museo nazionale di Stoccolma, al Moderna Museet, al Museo d'arte di Göteborg e al Museo d'arte di Malmö.